# Mykhajlo Vydojnyk
Mykhajlo Mykhajlovytj Vydojnyk (ukrainsk: Михайло Михайлович Видойник) (født 1. juni 1978) er en ukrainsk diplomat, der var ukrainsk ambassadør i Danmark i fem år, indtil han blev erstattet af Andrij Janevskyj i slutningen af 2023. Vydojnyk er uddannet i international økonomi ved Lviv National Ivan Franko Universitet i 2000.
Efter Ruslands invasion af Ukraine 2022 udtalte han om de ukrainske flygtninge derfra:
| “                                                  | Mit klare signal er: Lad være med at påbegynde integrationen. Hvis ukrainerne integrerer sig her, hvem skal så genopbygge mit land? | ” |
| — Mykhajlo Vydojnyk, Jyllandsposten 22. marts 2022 | |   |